# Râul Lodzova, Taița
Râul Lodzova este un curs de apă, afluent al râului Taița. 